# Metawithius tweediei
Metawithius tweediei är en spindeldjursart som beskrevs av Beier 1955. Metawithius tweediei ingår i släktet Metawithius och familjen Withiidae. Inga underarter finns listade i Catalogue of Life.